# Noni (planta)
El noni (Morinda citrifolia) és una planta del gènere Morinda, de la família de les rubiàcies.

## Distribució i hàbitat
El noni és una planta arbòria o arbustiva que es troba a les regions tropicals del planeta. La seva distribució és extensa i va des del sud-est asiàtic fins a la Polinèsia.
La planta creix correctament en sòls ben drenats. És una planta halòfita, que tolera bé les altes salinitats, i les sequeres no gaire persistents. La seva bona adaptabilitat permet de trobar-lo des de les selves polinèsies, fins a terrenys volcànics, passant pels sòls sorrencs dels atols.

## Característiques
El noni és un arbust o arbre petit de fulla perenne i amb un tronc recte. Les fulles són el·líptiques, grans, senzilles i de color verd brillant, amb els nervis marcats.
Floreix durant tot l'any, amb unes inflorescències petites, blanques i de forma tubular. D'ací surt el fruit, ovoïdal i amb una superfície irregular de color groguenc i blanquinós. Quan es torna madur cau.

## Usos gastronòmics i medicinals
El fruit de la Morinda citrifolia formava part de la dieta tradicional de molts llocs del sud-est d'Àsia i les illes del Pacífic. En l'època moderna ha passat a ser considerat un aliment tosc, que es consumeix només quan hi ha escassetat d'aliments.
Es menja madur, quan es torna tou. Té una olor intensa i característica que recorda els formatges rocafort o llenguat. El seu gust és fort i un xic picant i combina bé amb el peix. Es pot fer servir com a succedani del formatge rocafort en certes salses per a amanides i per a acompanyar la pasta. La seva aplicació a la cuina occidental encara no ha estat massa explorada.
Té usos medicinals molt estesos a la medicina de molts països d'Àsia i moltes illes del Pacífic on encara avui es continua elaborant un producte medicinal: el tònic de morinda. Es tracta d'un xarop extret a partir de les fruites que s'usa com a antipirètic, descongestiu i contra l'artritis. A Malàisia un emplastre de les fulles és emprat contra la tos. Actualment, el tònic de morinda (sobretot el que procedeix de Tahití) es comercialitza als països occidentals com a calmant dels dolors corporals.